# Maria Tegenschöld
Maria Tegenschöld född Lagerstedt, död 8 oktober 1747 i Stockholm, svensk pjäsförfattare och salongsvärd. Hon är den första svenska kvinna, som varit aktiv som pjäsförfattare.
Hon var dotter till kommissarien Jakob Gavelius, adlad Lagerstedt, och Maria Adlersköld. Hon gifte sig 1716 med generalmajor friherre Carl Fredrik Tegensköld (1665–1734).  
Tegenschöld beskrivs som en "vitter dam", dvs intellektuell eller litterär, och höll vad man kallade en salong, där det bland annat uppfördes konserter. Hon finns omnämnd av samtida dagboksförfattare och kallades allmänt "Generalskan Tegenschöld".  
Då den första svenska teatern öppnade i Stora Bollhuset i Stockholm 1737, ansökte man om pjäser författade av svenskar, och flera personer anlitades för detta. Den 9 juni 1737 namnges tre av dess pjäsförfattare av Carl Gustaf Tessin; Gustaf Palmfelt, Olof von Dalin, och "Generalskan Tegenschöld".     
Hennes pjäs beskrivs som en tragedi om Mausollos och Artemisia. Hon är den första kvinnliga pjäsförfattaren i Sverige, och även den enda svenska kvinna före mitten av 1800-talet som är känd som sådan.      